# Liste der Adelsgeschlechter Österreichs unter der Enns/R–Z
Dies ist der dritte Teil der Liste der Adelsgeschlechter Österreichs unter der Enns.
Sie enthält die bedeutendsten Adelsfamilien aus Österreich unter der Enns, das umfasst das heutige Niederösterreich und Wien, und zwar jene Geschlechter, die in die Landstände aufgenommen wurden.
siehe auch:
- Erster Teil: Liste der Adelsgeschlechter Österreichs unter der Enns/A–H (Einleitung)
- Zweiter Teil: Liste der Adelsgeschlechter Österreichs unter der Enns/I–Q

| Inhaltsverzeichnis A B C D E F G H I J K L M N O P Q R S T U V W X Y Z |

## R
| Name                                                    | Stand, Titel, Zeitraum     | Stammsitz/Ursprung Gebiet                                                                     | Persönlichkeiten Anmerkungen                                            | Wappen |
| ------------------------------------------------------- | -------------------------- | --------------------------------------------------------------------------------------------- | ----------------------------------------------------------------------- | ------ |
| Radolt                                                  | H ; Frh                    |                                                                                               | Wenzel Ludwig von Radolt                                                |        |
| Rantzau ? andere Ranzau?                                | H ; Gf 1226–heute          | Holsteiner Uradel,                                                                            |                                                                         |        |
| Rappach Herren von                                      | A H †; Hr; Gf              | alter steirischer Adel, Veste Rappach bei Rottenmann                                          | Apostelgeschlecht                                                       |        |
| Rauber zu Plankenstein und Karlstetten                  | H ; Frh 14. Jh.–vor 1900?  | Burg Plankenstein, krainer Geschlecht                                                         |                                                                         |        |
| Rauscher Ritter von Rauscher                            | R ; Ri 1808-heute          | Wien, nobilitierte Beamte                                                                     | Franz Seraph Ritter von Rauscher Joseph Othmar von Rauscher             |        |
| Reischach kath. Linie zu Immendingen                    | H 18??; Frh 1191–heute     | alter schwäbischer Adel                                                                       | Sigmund von Reischach                                                   |        |
| Reuß-Köstritz Haus Reuß                                 | H ; Fü um 1100–heute       | Schloss Ernstbrunn, thüring. Fürsten mit etlichen Nebenlinien                                 | Heinrich LXIV. (Reuß-Köstritz)                                          |        |
| Redl von Rothenhausen (Rottenhausen und Rasztina)       | R ; Frh                    | [ 3 ]                                                                                         | Franz Redl von Rothenhausen                                             |        |
| Rindsmaul Rendesmule/Rindesmul, Rindtsmaul, Rindsmauler | H ; Gf                     | ursprünglich uraltes fränkisches, Sitz Burg Grünsberg, dann altes steirisches Adelsgeschlecht |                                                                         |        |
| Riesenfels Risenfels                                    | H ; Frh                    |                                                                                               |                                                                         |        |
| Roedern, Redern                                         | HR ; Frh 1155–heute        | märkischer Uradel, böhm.-öst. Geschlecht                                                      | Melchior von Redern                                                     |        |
| Rogendorf, Roggendorf                                   | H ; Gf vor 1500–nach 1700? | steirische Ritter, niederöst. Geschlecht                                                      | Kaspar von Roggendorf                                                   |        |
| Rohr                                                    | H †; Mi Hr 1033–heute      | Burg Rohr (Kremstal), altes bayer. Geschlecht, Brandenburg. Linie besteht bis heute           |                                                                         |        |
| Roschmann von Hörburg                                   | R nach 1820; Ri 1644–      | Tiroler Geschlecht,                                                                           | Julius von Roschmann-Hörburg                                            |        |
| Rosenberg Orsini-Rosenberg                              | H 1687; Fü Gf 1322–heute   | Kärntner Uradel                                                                               | Johann Andreas von Rosenberg, Franz Xaver Wolfgang von Orsini-Rosenberg |        |
| Rottal Rotthal, Rothal                                  | H ; Gf um 1450–1762        | steir. Geschlecht                                                                             | Georg von Rottal                                                        |        |
| Rueber zu Pixendorf                                     | H ; Frh                    |                                                                                               | Hans Rueber zu Pixendorf                                                |        |
| Rummel                                                  | H ; Frh                    | Nürnberger Patrizier                                                                          | Franz Ferdinand von Rummel, Friedrich August von Rummel?                |        |
| Rummerskirchen                                          | H ; Frh                    |                                                                                               |                                                                         |        |

| Inhaltsverzeichnis A B C D E F G H I J K L M N O P Q R S T U V W X Y Z |

## S
| Name                                                              | Stand, Titel, Zeitraum                                                                                           | Stammsitz/Ursprung Gebiet                                                                                          | Persönlichkeiten Anmerkungen                                                                                            | Wappen   |
| ----------------------------------------------------------------- | --- | --- | --- | -------- |
| Sala                                                              | H R? ; Frh | | |          |
| Salaburg                                                          | H ; Gf | | |          |
| Salm, Salm-Reifferscheidt                                         | A H ; Fü vor 1000–heute                                                                                          | Salmhof, moselländische Grafen als Nebenlinie der Wigeriche, weitverzweigtes Geschlecht                            | Niklas Graf Salm der Ältere, Philipp Otto zu Salm, Karl Theodor Otto zu Salm, Hugo Franz Altgraf zu Salm-Reifferscheidt |          |
| Sardagna Sardagna zu Meanberg und Hohenstein                      | HR? ; Frh | | |          |
| Saurau                                                            | H ; Gf | steirischer Adel, „Saurau an der Mur“ (Unzmarkt-Frauenburg, Judenburger Kreis), heute Ruine                        | Karl von Saurau, Franz Josef von Saurau                                                                                 |          |
| Schallenberg                                                      | H ; Gf 1190–? | Burgruine Schallenberg, altes oberöst. Geschlecht,                                                                 | Christoph von Schallenberg, Leopold Christoph von Schallenberg, Alexander Schallenberg                                  |          |
| Scheffer von Dobra auf Tiefenbach und Wetzlas                     | Nieder-Österreichischer Regimentsrat, Frh 1702 Reichs- und erbländ. Freiherrenstand mit der Anrede "Wohlgeboren" | Burg Dobra | Johann Reichard Scheffer von Dobra und dessen Adoptivsohn samt ihrer Descendenz                                         |          |
| Schärfenberg, Herren von, Scherffenberg, Scharfenberg             | H ; Frh ; Gf. | altes Krainer Geschlecht                                                                                           | Johann von Scharffenberg                                                                                                |          |
| Schloißnigg                                                       | HR ; Frh | | |          |
| Schickh                                                           | R ; Ri | | |          |
| Schmerling                                                        | R ; Ri 1707–nach 1918?                                                                                           | aus dem Herzogtum Kleve stammend,                                                                                  | Joseph von Schmerling, Anton von Schmerling                                                                             |          |
| Schmidauer                                                        | R ; Frh? | | |          |
| Schmidlin                                                         | R 18?; Frh 1819?–                                                                                                | württemb. Familie (Ehrbarkeit),                                                                                    | |          |
| Schneckel von Trebesburg                                          | R ; | | |          |
| Schönborn                                                         | H ; Gf 1180–heute                                                                                                | Schloss Schönborn (Göllersdorf), Palais Schönborn-Batthyány, altes Geschlecht aus dem Rheingau                     | Friedrich von Schönborn, Christoph Schönborn, mehrere Bischöfe                                                          |          |
| Schönfeld ? oder die sächs. ?                                     | R ; Gf Frh 1648–nach 1900?                                                                                       | urspr. Serainchamp (de Serein Champ), niederländ. Freiherren, böhm.-öst. Geschlecht, die gräfl. Linie erlosch 1737 | Johann Ferdinand von Schönfeld, Anton von Schönfeld                                                                     |          |
| Schöpfenbrunn                                                     | H ; Frh | | |          |
| Schrattenbach Schratenbach                                        | H ; Gf vor 1500–1820?                                                                                            | steir. Geschlecht                                                                                                  | Franz Ferdinand von Schrattenbach                                                                                       |          |
| Schreibers                                                        | R ; | | Karl Franz Anton von Schreibers                                                                                         |          |
| Schuster ?von Bärnrode?                                           | R ; Ri | | |          |
| Schwingheimb                                                      | R ; | | |          |
| Schwarzenberg                                                     | H ; Fü 1243–heute                                                                                                | Palais Schwarzenberg (Schwarzenbergplatz), altes fränkisch-böhmisches Adelsgeschlecht                              | Felix zu Schwarzenberg, Karel Schwarzenberg                                                                             |          |
| Sedlnitzky von Choltitz Sedlnitzky                                | H ; Gf 1373–heute?                                                                                               | mährisch-schlesisches Geschlecht                                                                                   | Josef von Sedlnitzky |          |
| Seeau                                                             | H ; Gf | | Johann Friedrich von Seeau, Joseph Anton von Seeau                                                                      |          |
| Seilern Seilern und Aspang                                        | H ; Gf 1684–heute                                                                                                | nobilitierte Beamte,                                                                                               | Johann Friedrich von Seilern, Christian August von Seilern,                                                             |          |
| Selb                                                              | H ; Gf | Palais Selb | |          |
| Seldern Grafen u Freiherren                                       | H ; Gf Frh | | |          |
| Serdagna                                                          | H ; Frh | | |          |
| Serényi von Kis-Serény Serényi                                    | H 16; Gf 14. Jh.–20. Jh./heute?                                                                                  | ungar. Adel, Güter in Mähren                                                                                       | |          |
| Seydel                                                            | R ; Ri | | |          |
| Sickingen                                                         | H 1706; Gf um 1160–1834                                                                                          | altes südwestdeutsches Adelsgeschlecht                                                                             | Johann Ferdinand von Sickingen, Kasimir Anton von Sickingen                                                             |          |
| Siedentopp von Eißen                                              | R ; Ri | | |          |
| Sina de Hodos und Kizdia                                          | R ; Frh | | |          |
| Sinzendorf                                                        | H um 1600?; Fü Gf 13. Jh.–1822                                                                                   | Schloss Ernstbrunn, bayer.-oberöst. Geschlecht                                                                     | |          |
| Sonderndorfer Sundersdorf                                         | ? 1002–um 1650?                                                                                                  | Schloss Illmau, bayer. Geschlecht                                                                                  | |          |
| Sonnberger                                                        | R †; Mi 1066–1400                                                                                                | Schloss Sonnberg, altes Geschlecht                                                                                 | |          |
| Sorsich                                                           | HR ; Frh | | |          |
| Somßics von Sárd                                                  | H ; Gf | | |          |
| Spangen                                                           | H ; Gf | | |          |
| Spielmann                                                         | R ; Frh | | |          |
| Spaur                                                             | H ; Gf | Kleinspaur, alter Südtiroler Adel                                                                                  | Leo von Spaur, mehrere Bischöfe                                                                                         |          |
| Sprinzenstein                                                     | H ; Gf um 1500–1970                                                                                              | Schloss Sprinzenstein, Schloss Drosendorf, urspr. Ritz von Sprintzenstein, südtir.-ital. Familie, öst. Geschlecht  | Ferdinand Max von Sprinzenstein                                                                                         |          |
| Stampach                                                          | H ; Gf | altes böhmisches Geschlecht                                                                                        | |          |
| Starhemberg                                                       | A H 16; Fü Gf um 1200–heute                                                                                      | Burg Wildberg , Schloss Starhemberg altes oberöst. Adelsgeschlecht                                                 | Ernst Rüdiger von Starhemberg, Ernst Rüdiger Starhemberg                                                                |          |
| Steinpeiss Steinbeiss Frh / Gf. zu Aichperg / Aichberg / Eichberg | R? ; Frh 1412–18. Jh., Gf.                                                                                       | steir. Adel, Stammsitz Schloss Aichberg (Steiermark)                                                               | |          |
| Stettner                                                          | R ; vor 1670–heute?                                                                                              | Reichsadel, ab 1842 bayer. Adel                                                                                    | Walter Stettner Ritter von Grabenhofen                                                                                  |          |
| Stiebar auf Buttenheim                                            | ?; Frh 1304–1762; (heute)                                                                                        | Schloss Stiebar in Gresten, fränkischer Adel, Hauptlinie 1762 erloschen, öst. Seitenlinie existiert noch           | Christoph von Stiebar                                                                                                   | besseres |
| Stieler zu Rosenegg                                               | R ; Ri | | |          |
| Stifft                                                            | R 1826; Frh 1814–                                                                                                | nobilitierter Arzt                                                                                                 | Andreas Joseph von Stifft                                                                                               |          |
| Stockhammer Grafen                                                | R? ; | | |          |
| Stockmayer                                                        | H ; Frh | | Johann Christoph Friedrich von Stockmayer ?                                                                             |          |
| Stotzingen                                                        | H 1592; Frh 1143–heute                                                                                           | schwäb. Geschlecht,                                                                                                | Ruprecht von Stotzingen                                                                                                 |          |
| Störck                                                            | H 1777; Frh 1775–                                                                                                | nobilitierter Arzt                                                                                                 | Anton von Störck |          |
| Strassern                                                         | R ; Ri | | |          |
| Strassoldo -Graffemberg                                           | H ; Gf nach 1200–heute                                                                                           | ital. Adel, | Julius Cäsar von Strassoldo                                                                                             |          |
| Streun von Schwarzenau Strein                                     | A H † 16; Frh | Schloss Schwarzenau; altes Geschlecht                                                                              | Reichard Streun von Schwarzenau                                                                                         |          |
| Stubenberg                                                        | A H 16; Gf 1160–heute                                                                                            | ehemals Burg Stubenberg, Burg Neuhaus, altes steirisches Adelsgeschlecht                                           | Georg von Stubenberg, Johann Wilhelm von Stubenberg (Exulantenschicksal)                                                |          |
| Stübig                                                            | H ; Gf | | |          |
| Stürgkh                                                           | H ; Gf (1333)1532–heute                                                                                          | Burg Plankenwarth, aus Bayern stammendes steir. Geschlecht                                                         | Georg Stürgkh, Karl Stürgkh, Desirée Treichl-Stürgkh                                                                    |          |
| Sułkowski Sulkowski                                               | H ; Fü 16. Jh.–heute                                                                                             | poln. Adel, böhm. Fürsten                                                                                          | |          |
| Suttner                                                           | R 1727; Frh 1715–heute                                                                                           | Schloss Kirchstetten                                                                                               | Bertha von Suttner |          |

| Inhaltsverzeichnis A B C D E F G H I J K L M N O P Q R S T U V W X Y Z |

## T
| Name                                           | Stand, Titel, Zeitraum | Stammsitz/Ursprung Gebiet                                                                 | Persönlichkeiten Anmerkungen                                                                                 | Wappen |
| ---------------------------------------------- | ---------------------- | ----------------------------------------------------------------------------------------- | --- | ------ |
| Taaffe                                         | H ; Gf                 | irischer Uradel (Viscount Taaffe, Baron Ballymote), böhm.-öst. Grafen                     | Francis Taaffe, 3. Earl of Carlingford, Eduard Taaffe, Richard Taaffe                                        |        |
| Talatzko Frh von Gestietics                    | R ; Frh                |                                                                                           | |        |
| Tannberger                                     | H 1581; Frh            | Burgruine Tannberg, altes Innviertler Ministerialengeschlecht, um 1720 erloschen          | Sixtus von Tannberg,                                                                                         |        |
| Taroucca, Silva-Tarouca Duca de Silva          | H ; Gf?                | iberischer Uradel, mähr.-öst. Grafen                                                      | Emanuel Silva-Tarouca, Ernst Emanuel von Silva-Tarouca                                                       |        |
| Tattenbach Tettenbach, Tattenbach-R(h)einstein | H ; Gf                 | Schloss Sankt Martin im Innkreis, alter bayer. Adel, die jüngere Linie war in OÖ ansässig | Georg Ignaz von Tattenbach                                                                                   |        |
| Teufel Teuffel                                 | H und Frh 1566 P       | niederösterr. Uradel                                                                      | Erasmus von Teufel                                                                                           |        |
| Teuffenbach auch Tiefenbach                    | H 1580; Frh P          | Burg Alt-Teuffenbach, steirischer Uradel                                                  | Rudolf von Tiefenbach                                                                                        |        |
| Thannhausen Thanhausen                         | HR 1550; Frh           | Schloss Tannhausen                                                                        | |        |
| Thanrädl                                       | H 1596; Frh; P         | Ruinen Thernberg, aus Salzburg stammendes österr. Adelsgeschlecht                         | Andreas II. Thanrädl                                                                                         |        |
| Thavonath Thavonat von Thavon                  | HR ; Frh und Ri?       |                                                                                           | |        |
| Thom                                           | R ; Ri                 |                                                                                           | |        |
| Thürheimer Thierheimer                         | H ; Gf                 | Schloss Weinberg, schwäb.-oberöst. Adelsgeschlecht                                        | Franz Ludwig von Thürheim, Lulu von Thürheim                                                                 |        |
| Thurn und Valsassina                           | H 1538; Gf             | Schloss Bleiburg, Schloss Niedernondorf, friauler Uradel, öst. Grafen                     | Heinrich Matthias von Thurn, Georg von Thurn und Valsassina                                                  |        |
| Thysebaert                                     | H ; Frh                |                                                                                           | |        |
| Tinti                                          | H ; Frh                |                                                                                           | Bartholomäus I. von Tinti, Karl Wilhelm von Tinti, Karl Valentin von Tinti                                   |        |
| Tobenz                                         | R ; Ri                 |                                                                                           | |        |
| Tomasis Tomasi                                 | H ; Frh ; R ; Ri       |                                                                                           | Giuseppe Tomasi di Lampedusa ; Antonio von Tomasi                                                            |        |
| Trattner                                       | R 1764?; Ri            | Trattnerhof, nobilitierter Hof-Buchdrucker und Verleger                                   | Thomas von Trattner                                                                                          |        |
| Trautson                                       | HR 1550; Frh           | Burg Trautson, Burg Falkenstein, altes Tiroler-öst. Adelsgeschlecht                       | Paul Sixt III. von Trautson, Johann Leopold Donat von Trautson                                               |        |
| Traur De Traur de Wardin                       | H ; Frh                |                                                                                           | |        |
| Trauttmansdorff                                | H 1602; Fü Gf          | Schloss Totzenbach, Schloss Pottenbrunn, altes steir. Adelsgeschlecht                     | Maximilian von und zu Trauttmansdorff, Siegmund Joachim Graf Trauttmansdorff, Ferdinand von Trauttmansdorff, |        |
| Trenck Trenk                                   | R ; Ri                 |                                                                                           | Franz von der Trenck                                                                                         |        |
| Troll                                          | R ; Ri                 |                                                                                           | Irma von Troll-Borostyáni?                                                                                   |        |
| Tschernembl                                    | H 1450; Frh P          | Burgruine Windegg, Krainer-oberöst. Geschlecht                                            | Georg Erasmus von Tschernembl, mussten als führende Protestanten 1620 das Land verlassen                     |        |

| Inhaltsverzeichnis A B C D E F G H I J K L M N O P Q R S T U V W X Y Z |

## U
| Name           | Stand, Titel, Zeitraum | Stammsitz/Ursprung Gebiet | Persönlichkeiten Anmerkungen                | Wappen |
| -------------- | ---------------------- | ------------------------- | ------------------------------------------- | ------ |
| Ugarte         | H ; Gf                 |                           |                                             |        |
| Uhl            | R ; Ri                 |                           |                                             |        |
| Ulm zu Erbach  | H ; Frh                |                           | Hans Ludwig von Ulm, Carl von Ulm zu Erbach |        |
| Unverzagt      | H 1602; Frh ?–1800?    | niederöst. Geschlecht     | Wolfgang Unverzagt                          |        |
| Unkhrechtsberg | HR ; Frh               |                           |                                             |        |
| Urschenbeck    | H 1606; Gf 1165–1790   | bayer.-öst. Geschlecht    | Georg Bernhard von Urschenbeck              |        |

| Inhaltsverzeichnis A B C D E F G H I J K L M N O P Q R S T U V W X Y Z |

## V
| Name                                            | Stand, Titel, Zeitraum | Stammsitz/Ursprung Gebiet                              | Persönlichkeiten Anmerkungen | Wappen |
| ----------------------------------------------- | ---------------------- | ------------------------------------------------------ | ---------------------------- | ------ |
| Velsern                                         | R ; Ri                 |                                                        |                              |        |
| Veterani-Malentheim                             | H ; Gf                 |                                                        |                              |        |
| Vetter von Lilienberg oder Vetter von der Lilie | H ; Gf                 |                                                        |                              |        |
| Viehhofen                                       | Mi; 12. Jh.–?          | Schloss Viehofen                                       |                              |        |
| Vogt von Schönau; von Wierand                   | ?                      |                                                        |                              |        |
| Volkenstorfer Volkenstorf                       | H †; um 1120–1616 P    | Burg Volkenstorf, altes edelfreies oberöst. Geschlecht |                              |        |
| Volkrah                                         | Gf ;                   |                                                        |                              |        |

| Inhaltsverzeichnis A B C D E F G H I J K L M N O P Q R S T U V W X Y Z |

## W
| Name                                | Stand, Titel, Zeitraum | Stammsitz/Ursprung Gebiet                                                                            | Persönlichkeiten Anmerkungen                                                                      | Wappen |
| ----------------------------------- | ---------------------- | --- | ------------------------------------------------------------------------------------------------- | ------ |
| Wacken                              | H ; Frh                | | Nikolaus v Wacken (Staatskanzleirat Wr. Kongress)                                                 |        |
| Waffenberg                          | H ; Gf 1651–um 1870?   | urspr. Mittermayr von Waffenberg, siehe BLKÖ:Waffenberg, Franz Graf                                  |                                                                                                   |        |
| Wagen von Wagensperg Wagensperg     | H ; Gf                 | altes Krainer Geschlecht                                                                             | Franz Anton Adolph von Wagensperg                                                                 |        |
| Waldstein                           | H ; Gf                 | Burg Valdštejn, Schloss Karlslust, alter böhmischer Adel                                             | Wallenstein, Johann Friedrich von Waldstein-Wartenberg, Franz Adam von Waldstein-Wartenberg       |        |
| Waldstätten Frh und Herren          | R 1808?; Frh           | | Franz Georg Dominik von Waldstätten, Alfred von Waldstätten, Nora Waldstätten                     |        |
| Herren von Walsee                   | H †; Hr ?-1483         | aus Bad Waldsee, altes schwäb. Adelsgeschlecht, vier Linien, 1483 erloschen                          | Reinprecht II. von Walsee                                                                         |        |
| Walterskirchen                      | H ; Frh                | Burg Pottenburg in Wolfsthal, niederöst. Adel                                                        | Ernst von Walterskirchen, Gudula Walterskirchen                                                   |        |
| Wayna =Woyna?                       | R ; Ri                 | |                                                                                                   |        |
| Weißenwolff Ungnad von Weissenwolff | H ; Gf                 | Schloss Steyregg                                                                                     | Johann Ungnad von Weißenwolff                                                                     |        |
| Weißpriach                          | H ; Gf 1327–1571       | Burg Hardegg, Salzburger Geschlecht, eine Linie in NÖ                                                |                                                                                                   |        |
| Wenser zu Freyenthurm               | R ;                    | |                                                                                                   |        |
| Wetzlar Freiherren von Plankenstern | R ; Frh                | | Karl Abraham Wetzlar von Plankenstern, Friedrich von Wetzlar-Plankenstern                         |        |
| Wickenburg Capellini von Wickenburg | H ; Gf                 | | Anton Anselm Capellini von Wickenburg, Matthias Constantin Capello von Wickenburg, Max Wickenburg |        |
| Wilczek                             | H ; Gf                 | | Johann Josef von Wilczek, Johann Nepomuk Wilczek                                                  |        |
| Wimpffen Wimpfen                    | H ; Gf                 | württenb. Geschlecht                                                                                 | Maximilian von Wimpffen, Franz Emil Lorenz Wimpffen, Siegfried Graf von Wimpffen                  |        |
| Windisch-Graetz Windischgrätz       | H ; Fü                 | Palais Windisch-Graetz (Renngasse), altes untersteir. öst.-böhm. Adelsgeschlecht                     | Alfred I. zu Windisch-Graetz, Alfred III. zu Windisch-Grätz, Otto zu Windisch-Graetz              |        |
| Winkl                               | HR ; Frh               | |                                                                                                   |        |
| Wolzogen zu Neuhaus                 | H 1591; Frh p          | Burg Neuhaus, altes Geschlecht, Hofpostmeister, drei Linien, die evangel.-deutsche besteht bis heute | Johann Ludwig von Wolzogen, Christoph von Wolzogen                                                |        |
| Wöber                               | R ; Frh                | | Anton von Wöber                                                                                   |        |
| Wratislaw                           | H ; Gf                 | |                                                                                                   |        |
| Würben Wrbna und Freudenthal        | H ; Gf                 | altes schles.-böhm.-mähr. Adelsgeschlecht                                                            | Heinrich von Würben                                                                               |        |
| Wucherer                            | H ; Frh                | | Schloss Drasendorf?                                                                               |        |
| Wurmbrand-Stuppach Wurmbrand        | H ; Gf                 | Burg Wurmbrand bei Krimpach, Schloss Stuppach, niederöst. Uradel                                     | Melchior von Wurmbrand, Franz Joseph von Wurmbrand-Stuppach (1753–1801)                           |        |

| Inhaltsverzeichnis A B C D E F G H I J K L M N O P Q R S T U V W X Y Z |

## Z
| Name                      | Stand, Titel, Zeitraum | Stammsitz/Ursprung Gebiet                           | Persönlichkeiten Anmerkungen                        | Wappen |
| ------------------------- | ---------------------- | --------------------------------------------------- | --------------------------------------------------- | ------ |
| Zelkinger Zelking         | A H ; Frh ?–1634       | Burgruine Zelking, altes Geschlecht, 1634 erloschen | Ludwig Wilhelm Zelking                              |        |
| Zepharovich               | R 1782?; Ri 1782–      |                                                     | Victor Leopold Ritter von Zepharovich               |        |
| Zichy (Adelsgeschlecht)   | H ; Gf                 | ungar. Adel                                         | Géza Zichy, Mihály Zichy                            |        |
| Zinzendorf und Pottendorf | A H ; Gf Frh ?–1813    | Zinzenhof; altes Adelsgeschlecht                    | Nikolaus Ludwig von Zinzendorf, Karl von Zinzendorf |        |

| Inhaltsverzeichnis A B C D E F G H I J K L M N O P Q R S T U V W X Y Z |

## Erklärung
Erklärung zu den Spalten:
Name: gebräuchlichste Form, auch alternative Namensformen
Stand: im niederösterreichischen Herren- oder Ritterstand, mit Zeitpunkt der Aufnahme
Titel: höchste erlangte Adelstitel (die in Niederösterreich ansässig waren)
Zeitraum: Zeitpunkt der Nobilitierung bis Erlöschen im Mannesstamm
Stammsitz: Stammsitz; Sitze, nach denen einzelne Linien benannt wurden, Sitze in (Nieder)Österreich oder
Gebiet: Ort oder Gebiet, besonders wenn es mehrere gleichnamige Geschlechter gibt
Persönlichkeiten: wichtigste oder bekannteste Personen, bevorzugt mit Bezug zu (Nieder)Österreich; Personenartikel, falls es keinen Artikel zum Geschlecht gibt
Anmerkungen: zusammenfassende Angaben
Erklärung zu sonstigen Angaben:
- keine Angabe oder unbekannt
? Fragezeichen bedeutet unsichere (Jahres)Angaben
~ ungefähr, ungefähre Zeitangabe
kursiv alte Schreibweise
† schon vor 1620 erloschen
H im Herrenstand (mit Jahr der Aufnahme)
R im Ritterstand
A Apostelgeschlecht
P als Protestanten nach 1620 aus dem Land verwiesen und die Güter bzw. Lehen verloren
Fü Fürsten
RGf Gf Reichsgraf(en), Graf(en)
Frh Freiherr(en)
Ri Ritter
Mi Ministeriale
Hr Herren